# Papoose Peak Jumps
Papoose Peak Jumps var en hoppbacksanläggning som låg i sluttningen av Little Papoose Peak i Squaw Valley Ski Resort i Sierra Nevada i Kalifornien i USA. Backanläggningen bestod av tre backar med K-punkt 80, 60 och 40 meter.

## Historia
Backarna i Little Papoose Hill byggdes inför olympiska spelen 1960 i Squaw Valley. Arkitekten Heini Klopfer från Oberstdorf i Tyskland konstruerade backarna som stod klara 1958. Mindre justeringar gjordes 1959 och 1960. K80-backen användes vid den olympiska backhoppstävlingen. K60-backen användes vid backhoppstävlingen i nordisk kombination. Båda tävlingarna vanns av tyskar. Backhoppstävlingen vanns av Helmut Recknagel från Thüringen och nordisk kombination vanns av Georg Thoma från Schwarzwald. Efter olympiska spelen har backarna använts lite. 1976 US National Ski Jumping Championships (amerikanska backhoppningsmästerskapen 1976 arrangerades i Papoose Peak Jumps. Då renoverades backarna. Senare stängdes backarna och revs. Numera arrangeras alpin skidsport i Little Papoose Peak, bland annat speedski och snowboard.

## Backrekord
Sista officiella backrekordet i största backen i Papoose Hill tillhörde Helmut Recknagel som hoppade 93,5 meter under backhoppstävlingen i olympiska spelen 28 februari 1960.

## Viktiga tävlingar
| Datum            | Vinnare                    | Andra plats            | Tredje plats              | Tävling               |
| ---------------- | -------------------------- | ---------------------- | ------------------------- | --------------------- |
| 28 februari 1960 | Helmut Recknagel, Tyskland | Niilo Halonen, Finland | Otto Leodolter, Österrike | Olympiska spelen 1960 |